# Saison 1973 de la NFL
Navigation
Édition précédente Édition suivante
La saison 1973 de la NFL est la 54e saison de la National Football League. Elle voit le sacre des Miami Dolphins à l'occasion du Super Bowl VIII.

## Classement général
| Qualifié en play-offs |

| AFC Est              |      |      |      |        |          |            |
| Franchise            | Vic. | Déf. | Nuls | % vic. | Pts pour | Pts contre |
| Miami Dolphins       | 12   | 2    | 0    | .857   | 343      | 150        |
| Buffalo Bills        | 9    | 5    | 0    | .643   | 259      | 230        |
| New England Patriots | 5    | 9    | 0    | .357   | 258      | 300        |
| New York Jets        | 4    | 10   | 0    | .286   | 240      | 306        |
| Baltimore Colts      | 4    | 10   | 0    | .286   | 226      | 341        |
| AFC Central          |      |      |      |        |          |            |
| Franchise            | Vic. | Déf. | Nuls | % vic. | Pts pour | Pts contre |
| Cincinnati Bengals   | 10   | 4    | 0    | .714   | 286      | 231        |
| Pittsburgh Steelers  | 10   | 4    | 0    | .714   | 347      | 210        |
| Cleveland Browns     | 7    | 5    | 2    | .571   | 234      | 255        |
| Houston Oilers       | 1    | 13   | 0    | .071   | 199      | 447        |
| AFC Ouest            |      |      |      |        |          |            |
| Franchise            | Vic. | Déf. | Nuls | % vic. | Pts pour | Pts contre |
| Oakland Raiders      | 9    | 4    | 1    | .679   | 292      | 175        |
| Kansas City Chiefs   | 7    | 5    | 2    | .571   | 231      | 192        |
| Denver Broncos       | 7    | 5    | 2    | .571   | 354      | 296        |
| San Diego Chargers   | 2    | 11   | 1    | .179   | 188      | 386        |

| NFC Est             |      |      |      |        |          |            |
| Franchise           | Vic. | Déf. | Nuls | % vic. | Pts pour | Pts contre |
| Dallas Cowboys      | 10   | 4    | 0    | .714   | 382      | 203        |
| Washington Redskins | 10   | 4    | 0    | .714   | 325      | 198        |
| Philadelphia Eagles | 5    | 8    | 1    | .393   | 310      | 393        |
| St. Louis Cardinals | 4    | 9    | 1    | .321   | 286      | 365        |
| New York Giants     | 2    | 11   | 1    | .179   | 226      | 362        |
| NFC Central         |      |      |      |        |          |            |
| Franchise           | Vic. | Déf. | Nuls | % vic. | Pts pour | Pts contre |
| Minnesota Vikings   | 12   | 2    | 0    | .857   | 296      | 168        |
| Detroit Lions       | 6    | 7    | 1    | .464   | 271      | 247        |
| Green Bay Packers   | 5    | 7    | 2    | .429   | 202      | 259        |
| Chicago Bears       | 3    | 11   | 0    | .214   | 195      | 334        |
| NFC Ouest           |      |      |      |        |          |            |
| Franchise           | Vic. | Déf. | Nuls | % vic. | Pts pour | Pts contre |
| Los Angeles Rams    | 12   | 2    | 0    | .857   | 388      | 178        |
| Atlanta Falcons     | 9    | 5    | 0    | .643   | 318      | 224        |
| San Francisco 49ers | 5    | 9    | 0    | .357   | 262      | 319        |
| New Orleans Saints  | 5    | 9    | 0    | .357   | 163      | 312        |

- Les NY Jets terminent devant Baltimore en AFC Est en raison des résultats enregistrés en confrontation directe (2-0).
- Cincinnati termine devant Pittsburgh en AFC Central en raison des meilleurs résultats enregistrés en conférence (8-3 contre 7-4).
- Kansas City termine devant Denver en AFC West en raison des meilleurs résultats enregistrés en division (4-2 contre 3-2-1).
- Dallas termine devant Washington en NFC Est en raison de la meilleure différence de points en confrontation directe (13 points).
- San Francisco termine devant la Nouvelle-Orléans en NFC Ouest en raison des meilleurs résultats enregistrés en division (2-4 contre 1-5).

## Play-offs
Les équipes évoluant à domicile sont nommées en premier. Les vainqueurs sont en gras

### AFC
- Premier tour : 
  - 22 décembre 1973 : Oakland 33-14 Pittsburgh
  - 23 décembre 1973 : Miami 34-16 Cincinnati
- Finale AFC : 
  - 30 décembre 1973 : Miami 27-10 Oakland

### NFC
- Premier tour : 
  - 22 décembre 1973 : Minnesota 27-20 Washington
  - 23 décembre 1973 : Dallas 27-16 Los Angeles
- Finale NFC : 
  - 30 décembre 1973 : Dallas 10-27 Minnesota

### Super Bowl VIII
- 13 janvier 1974 : Miami (AFC) 24-7 Minnesota (NFC), au Rice Stadium de Houston